# ماتیکا هرواتسکا
ماتیکا هرواتسکا (لاتین: Matica hrvatska) شرکت دولتی هلدینگ کروات است، که در سال ۱۸۲۴ تأسیس شد.